# Ariana (región)

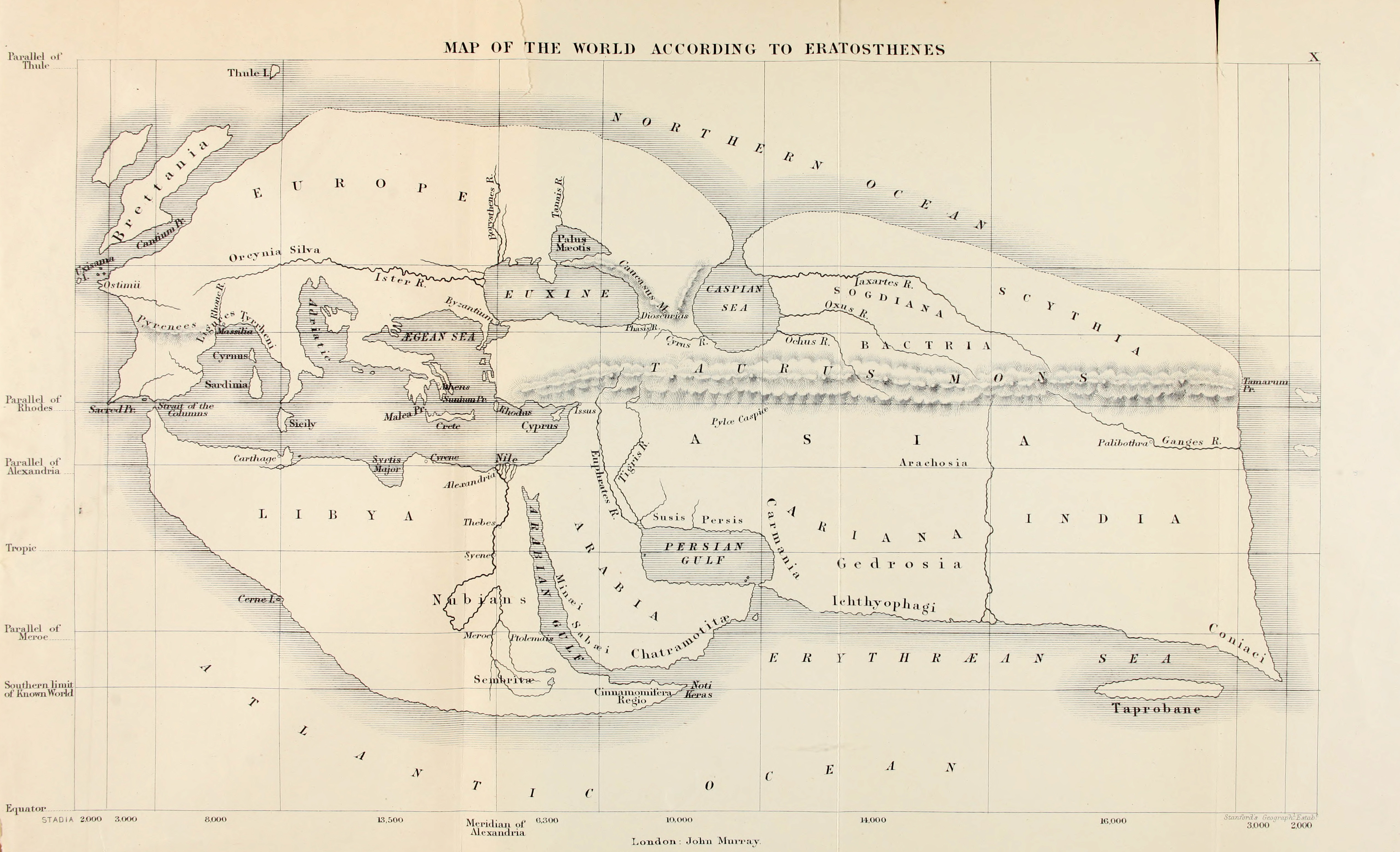
Situación de Ariana entre Arabia e India, según Eratóstenes (reconstrucción del del mapa del mundo de Eratóstenes, c. 1994 a. C.).

Ariana, forma latinizada del griego antiguo Ἀρ(ε)ιανή, Ar(e)ianē (gentilicio: Ariani; plural: Ἀρ(ε)ιανοί, Ar(e)ianoi), era un concepto geográfico general utilizado por algunos autores griegos y romanos del periodo antiguo para un distrito de amplia extensión entre Asia Central y el río Indo, comprendiendo las provincias orientales del imperio aqueménida que cubrió la totalidad del actual Afganistán, así como el extremo oriental de Irán y hasta el Indo en Pakistán (antes norte de la India).
En distintas épocas, varias partes de la región estuvieron gobernadas por los persas (los aqueménidas de 550 a 330 a. C., los sasánidas de 275 a 650 d. C. y los indosasánidas de 345 a 450 d. C.), los macedonios (los seléucidas de 330 a 250 a. C., los grecobactrianos de 250 a 110 a. C. y los indogriegos de 155 a 90 a. C.), los partos de 160 a. C. a 225 d. C., los indoescitas de 90 a. C. a 20 d. C., los indopartos de 20 a. C. a 225 d. C. y los kushán de 110 a. C. a 225 d. C., los xionitas (los kidaritas de 360 a 465 d. C. y los heftalitas de 450 a 565 d. C.) y por el imperio Maurya de 275 a 185 a. C.).

## Etimología
El concepto griego Arianē (latino: Ariana), proviene del término encontrado en el idioma iránico avéstico Airiiana- (especialmente en Airianem Vaeyah, nombre dado por los pueblos iranios a su madre patria). El moderno nombre de Irán representa una forma diferente del nombre antiguo Ariana, el cual derivó de Airyanem Vaejah e implica que Irán es "la" Ariana, palabra ya presente en el persa antiguo, perspectiva apoyada por las tradiciones del país preservadas en los escritores musulmanes de los siglos IX y X. Los griegos también se referían a Haroyum/Haraiva (Herat) como Aria, la cual es una de las muchas provincias encontradas en Ariana.
Los nombres Ariana y Aria, y muchos otros títulos antiguos del cual Aria es un elemento componente, están conectados con el concepto avéstico Airya-, y el persa antiguo Ariya-, un autodesignación de los pueblos de la India Antigua y el antiguo Irán, con el significado de «noble», «excelente» y «honorable».

## Extensión
Los límites exactos de Ariana se establecen con poca precisión en las fuentes clásicas. Parece haber sido a menudo confundida (como en Plinio, Naturalis Historia, libro vi, capítulo 23) con la provincia persa de Aria.
Como concepto geográfico, Ariana fue introducida por el geógrafo griego, Eratóstenes (c. 276 a. C. – c. 195 a. C.), y fue descrito por Estrabón (64/63 a. C. – c. 24 d. C.).
De acuerdo a la definición de Eratóstenes, las fronteras de Ariana estaban delimitadas por el Indo en el este, el mar en el sur, una línea desde Carmania a las Puertas Caspias (aparentemente en referencia al paso cerca del borde sudeste del mar Caspio) por el oeste, y las Montañas Tauro por el norte. Esta gran región incluía casi todos los países al este de Media y la antigua Persia, incluyendo desde el sur de las altas cordilleras hasta los desiertos de Gedrosia y Carmania, i.e. las provincias de Carmania, Gedrosia, Drangiana, Aracosia, Aria, Paropamisadae; también Bactria se consideraba dentro de Ariana y se le conoció como «el ornamento de toda Ariana» por Apolodoro de Artémita.
Después de haber descrito las fronteras de Ariana, Estrabón escribe que el nombre Αρειανή también podría ser extendido a parte de los persas y medos y también hacia el norte a los bactrianos y sogdianos. Una descripción detallada de aquella región se halla en Geographica, Libro XV – «Persia, Ariana, el subcontinente indio», capítulo 2, secciones 1–9, «Persia, Ariana, el subcontinente indio».
- Al oriente, el río Indo
- Al sur, «el gran mar» (océano Índico)
- Al norte, «las montañas del Paropamiso y la cordillera que se extiende hasta las llamadas puertas del Caspio»
- Al poniente, «la región montañosa en la que habitaban los coseos»

Por su parte, Heródoto no menciona Ariana, ni se incluye en la descripción geográfica de Esteban de Bizancio y Claudio Ptolomeo, ni en la narrativa de Flavio Arriano

### Habitantes de Ariana
Los pueblos que habitaban Ariana de acuerdo a Estrabón, eran:
- Aracosios

- Arios
- Bactrianos
- Drangianos
- Gedrosios
- Paropamisadas
- Partos
- Persas
- Sogdianos

Plinio (vi. 25) especifica las siguientes etnicidades en la región:
- Angutturi
- Arios
- los habitantes de Daritis
- Dorisci
- Dragae
- Evergetat
- Gedrussi
- Ictiófagos
- Methorici
- Pasires
- Urbi
- Zarangae

Plinio (vi. 23) dice que algunos añaden a India cuatro satrapías al oeste del río: Gedrosia, Aracosia, Aria, y Paropamisadae, hasta el río Cophes (el río Kabul). Plinio por tanto concuerda en buena parte con Estrabón. Dionisio Periegeta (1097) está de acuerdo con Estrabón en extender la frontera del norte de los arianos al Paropamiso, y (714) habla de ellos como habitantes de las costas del mar Eritreo. Es probable, de Estrabón (xv. p.724), que el concepto se extendió para incluir a los persas orientales, bactrianos y sogdianos, con la gente de Ariana bajo las montañas, porque fueron la mayor parte de un discurso.
Rüdiger Schmitt, académico alemán experto en estudios iraníes, también cree que Ariana tendría que haber incluido otros pueblos iranios. Escribe en el Encyclopædia Iranica:

El uso de Eratóstenes de este término (seguido de Diodoro 2.37.6) se debe obviamente a un error, ya que, en primer lugar, no todos los habitantes de estas tierras pertenecían a la misma tribu y, en segundo lugar, el término "ario" originalmente era étnico, y solo más tarde uno político como el nombre del imperio iraní (para todos los indios del norte e iraníes se designaron a sí mismos como "arios"; ver arios), que comprende aún otras tribus iraníes fuera de Ariana, como medos, persas o sogdianos (así posiblemente en Diodoro 1.94.2, donde se dice que Zaratustra predicó las leyes de Ahura Mazda "entre los Arianoi").

- R. Schmitt, 1986.